# Шадманов, Ходжам
Ходжам Шадманов (1908 — 02.03.1972) — советский таджикский государственный деятель, председатель Горно-Бадахшанского облисполкома (1939—1943).
Родился в кишлаке Калай-Вамар, Рушанская волость Ферганской области, в семье бедного дехканина. В семь лет остался полным сиротой.
В 1920 году определён в школу-интернат города Хорог. В 1925—1927 учился в Ташкенте на курсах телеграфистов-почтальонов.
После их окончания работал в центральном почтамте Таджикской АССР.
Как передовик производства получил направление в школу советских и партийных работников при ЦК Компартии Таджикистана. В 1930—1932 секретарь, первый секретарь Янги-Базарского райкома комсомола. Участвовал в борьбе с басмачами.
В 1932—1934 председатель Рушано-Бартангского райисполкома (райцентр Калаи-Вомар).
С 1934 на руководящей работе в Хороге — столице автономной области Горного Бадахшана.
В 1939—1943 председатель Исполнительного комитета Областного Совета Горно-Бадахшанской автономной области.
В период его руководства в 1940 году открылся Западный Памирский тракт Хорог-Душанбе (584 км), построены первая Памирская ГЭС и 14 оросительных каналов, заложен Памирский ботанический сад.
В 1943—1946 гг. заместитель председателя СНК Таджикской ССР.
С 1946 г. начальник Госкомиздата Таджикской ССР. В период его руководства массовыми тиражами печатались книги М.Ю Лермонтова, М. Горького, национальных писателей Х.Шерози, А.Джами, С. Айни, М. Турсунзаде, труды Сталина и Ленина.
С 1961 года на пенсии по состоянию здоровья.
Награждён орденами «Знак Почёта» и Трудового Красной Знамени, медалями «За трудовую доблесть», «За доблестный труд в Великой Отечественной войне 1941—1945 гг.», тремя Почётными грамотами Верховного Совета Таджикской ССР и Почётной грамотой Совета Министров Таджикской ССР.